# Cape Valentín
Cape Valentín är en udde i Antarktis. Den ligger i Sydshetlandsöarna. Argentina, Chile och Storbritannien gör anspråk på området.
Terrängen inåt land är kuperad. Havet är nära Cape Valentín åt nordost. Trakten är obefolkad. 